# Jean-Marie Ruffieux
Jean-Marie Ruffieux (Algerije, 11 april 1936 - Frankrijk, 1 april 2002) was een Frans architect en stripauteur.

## Carrière
Ruffieux was architect totdat hij in 1971 in de stripwereld aan de slag ging. Zijn eerste werk was het stripalbum Escalade.
De eerste historische strip die hij maakte ging over de Egyptische leider Nasser, die in het Arabisch verscheen bij Jeune Afrique in samenwerking met Muhammad Nu'Man al-Dhâkirî.
Tussen 1977 en 1983 droeg Ruffieux bij aan vijf albums in de reeks Il était une fois. Vanaf 1982 werkte hij samen met Claude Moliterni aan de reeks Les Religions de la Bible bij Dargaud, waarvan een aantal verhalen verschenen als losse albums, zoals  David et Salomon (1986), Hérode le grand Roi des Juifs (1986) en Massada (1988). Verder maakte hij Guillaume le Maréchal in 1987, Alexandre le Grand in 1989, en Alain Gerbault en Charles De Gaulle in 1990.
Verder maakte Ruffieux nog onder andere La jeunesse d'Achille  in 2002.
In 2003 verscheen het album Babylone. La Mésopotamie au temps de Nabuchodonosor II bij Hachette met teksten van Yves Cohat en illustraties van Ruffieux. Ook in 2013 verscheen er een album met illustraties van Ruffieux: Babylon - Mesopotamië werd uitgegeven in de educatieve reeks De reizen van Alex.